# 레이저옵텍
레이저옵텍(주)(LaserOptek Co. Ltd.)는 대한민국의 미용 및 의료용 레이저 기기 기업이다. 본사는 경기도 성남시 중원구 갈마치로244번길 31 (상대원동) 현대아이밸리 204호에 위치해 있으며 대표이사는 주홍·이창진이다.

## 역사
- 2008년 HELIOS II와 LOTUS II 미국 FDA 승인 획득하였다
- 2025년 색소 질환 치료용 레이저 기기 ‘헬리오스 785’가 미국 식품의약국(FDA) 시판 전 허가(510k)를 획득했다.[5]

## 상장
2024년 2월 1일 스팩합병을 통해 상장하였다. 

## 같이 보기
- 레이저

## 참고문헌
1. ↑  레이저옵텍,미국피부과학회서 '헬리오스785' 공식 시연 약업신문 2025-03-12
2. ↑  레이저옵텍, 글로벌 레이저 시장 공략…"2027년 매출 목표 790억", 히트뉴스, 2023년 12월 1일
3. ↑  레이저옵텍, 피부 레이저 '팔라스프리미엄' 미국 FDA 승인, 팜뉴스, 2023년 4월 19일
4. ↑  레이저옵텍, 프랑스 파리서 ‘유럽 파트너스 미팅’ 개최, 팜뉴스, 2024년 2월 5일
5. ↑  장효원, 레이저옵텍, 세계 최초 삼파장 레이저 시스템 美FDA 승인 소식에 강세, 아시아경제, 2025.02.11